# Bobby Sox
Bobby Sox ist ein Porno-Spielfilm der Produktionsgesellschaft Vivid Entertainment Group aus den 1990er Jahren.
Die DVD-Version des Films enthält eine Szene weniger als die Video-Fassung.

## Inhalt
Der Film handelt von Olive (Shanna McCullough), der Inhaberin eines Kinos, und dem alternden Schauspieler Jeremy Dayton (Jamie Gillis), der in die Kleinstadt kommt, um seinen Film My Alien, My Love zu bewerben, ein billiges Monster-B-Movie. Zudem handelt der Film von Sheri (Nikki Tyler) und ihrer Beziehung zu ihrem Freund (Steven St. Croix). Der Schauspieler Dayton inszeniert eine Entführung um Aufmerksamkeit auf seinen Film zu lenken. Er verkleidet sich als Alien und gibt vor, Olives Tochter Sheri zu entführen, um die Bürger der Stadt zu „erschrecken“.
Der Film, der während der Szene im Kino auf der Leinwand zu sehen ist, ist Blonde Justice 2 aus dem Jahr 1993, ebenfalls von Paul Thomas.

## Bobby Sox
Bobby Socks oder Bobby Sox sind kurze Mädchensocken, die nach unten zusammengerollt getragen werden. Sie sind in den frühen 1920er Jahren populär geworden, als die Röcke kürzer wurden, so dass auch die Knöchel gesehen werden durften. US-Teenager rollten daraufhin gerne ihre Socken bis zu den Knöcheln runter. In den späten 40er und 50er Jahren wurden die weiblichen Fans, heute Groupies genannt, in den USA auch abschätzig als Bobby socker bezeichnet.

## Auszeichnungen
- 1997: AVN Award: Best Film
- 1997: AVN Award: Best Actor – Film (Jamie Gillis)
- 1997: AVN Award: Best Director – Film (Paul Thomas)
- 1997: AVN Award: Best Editing – Film (Barry Rose)
- 1997: AVN Award: Best Supporting Actress – Film (Shanna McCullough)
- 1997: AVN Award: Best Screenplay – Film (Raven Touchstone)

Der Film zählt mit insgesamt 6 AVN-Awards zu den erfolgreichsten Filmen der Pornogeschichte.
Der Film belegt Platz 6 auf der Liste der "101 Greatest Adult Tapes of All Time" von AVN.